# 卡塔尔大学
卡塔尔大学（阿拉伯语：جامعة قطر；羅馬字母：Jami'at Qatar）是卡塔尔的综合性大学，位于首都多哈北部市郊。2002年，在校学生8621人，其中73％为女性。教學媒介語為英语（教育、文学和社会科学学科）和阿拉伯语（自然科学、工程和商业学科）。

## 历史
1973年，卡塔尔埃米尔哈利法·本·哈邁德·阿勒薩尼建立了卡塔尔教育学院。1977年，卡塔尔教育学院改制为卡塔尔大学，当时设置4个课程：教育学、人文和社会学、伊斯兰教和法律学以及自然科学。
2011年，卡塔尔大学共有7个学院：教育学院、文学及自然科学学院、伊斯兰教学院、工程学院、工商管理学院、法律学院和藥劑學院。

## 校园
主校园占地8平方公里。校园建筑添加了现代理念，但颇具卡塔尔传统特色。所有设施男女分置，独立的实验室，阅览室等。
这所大学另有一个实验性农场位于多哈以北65公里。